# Boigu Island
Boigu Island är en ö i Australien. Den ligger i delstaten Queensland, omkring 2 300 kilometer nordväst om delstatshuvudstaden Brisbane. Arean är 73 kvadratkilometer. Den sträcker sig 6,9 kilometer i nord-sydlig riktning, och 18,1 kilometer i öst-västlig riktning.